# Genêts Anglet
Les Genêts Keyboardnglet Football là một đội bóng đá Pháp được thành lập vào năm 1910. Đội có trụ sở tại Anglet, Pyrénées-Atlantiques, Pháp. Đội chơi ở Stade Choisy ở Anglet.

## Đội hình hiện tại
Kể từ ngày 21 tháng 2 năm 2018 
| No. |        | Position | Player           |
| --- | ------ | -------- | ---------------- |
|     | France | GK       | Gabriel Barriere |
|     | France | GK       | Ryan Louisor     |
|     | France | DF       | Ilan Aboudarham  |
|     | France | DF       | Florian Aigouy   |
|     | Mali   | DF       | Aboubacar Diarra |
|     | France | DF       | Florian Insua    |
|     | France | DF       | Quentin Brayon   |
|     | Spain  | MF       | Jon Arrue        |
|     | France | MF       | Romain Berhondo  |
|     | France | MF       | Nathan Buisson   |
|     | France | MF       | Inaki Claverie   |

| No. |        | Position | Player               |
| --- | ------ | -------- | -------------------- |
|     | France | MF       | Nicolas Hervy        |
|     | Spain  | MF       | Inigo Ibargoien      |
|     | France | MF       | Alexandre Mariz      |
|     | France | MF       | Pierre Maubaret      |
|     | France | MF       | Bixente Mendiburu    |
|     | France | MF       | Alexandre N'Gadi     |
|     | Spain  | MF       | Ander Sanchez        |
|     | France | MF       | Yohann Sauvestre     |
|     | France | FW       | Anthony Castera      |
|     | France | FW       | Stephane Laberdesque |